# Рясник (Курская область)
Ря́сник — деревня в Железногорском районе Курской области России. Входит в состав Волковского сельсовета.  
Население — 5 человек (2013 год). 

## География
Расположена в 6 км к северо-востоку от Железногорска на левом берегу реки Рясник. Высота над уровнем моря — 243 м. Деревню рассекает на 2 части балка Рясник. С севера деревня ограничена балкой Круглик, с юга — урочищем Явиловский Лог. На противоположном от деревни берегу реки Рясник находятся дачные участки садоводческого товарищества «Горняк» и посёлок Георгиевский.

## История
Деревня Рясник известна со второй половины XVII века. Крестьяне Рясника и соседних селений принадлежали московскому Новодевичьему монастырю. После секуляризации церковных земель в 1764 году монастырские крестьяне были переведены в разряд экономических, а затем — государственных крестьян, однако вплоть до начала XX века местные жители называли себя «монастырскими», а здешнюю местность — «монастырщиной». Государственные крестьяне были лично свободными, поэтому помещиков в Ряснике не было.
В Ряснике с давних времён существовала небольшая община старообрядцев. Расположение на тогдашней окраине Московского государства, а также непроходимые леса привлекали в эти места недовольных гражданскими и церковными порядками в столице, а также преступников, укрывавшихся от правосудия. Сюда во 2-й половине XVII века, после церковного раскола, бежало множество старообрядцев. Однако в отличие от соседних селений — Волковой Слободки, Лужков и Пасеркова, в Ряснике старообрядцев было немного: в 1905 году только 6 человек: 3 мужчины и 3 женщины.
В XVII—XVIII веках деревня входила в состав Кромского уезда, располагаясь на его юго-западной окраине: река Рясник была естественной границей между Кромским и Севским уездами.
С 1802 года в составе Дмитровского уезда Орловской губернии. Ещё до крестьянской реформы 1861 года деревня входила в состав казённой Волковской волости, созданной для управления лично свободными государственными крестьянами, проживавшими в селениях на востоке и юго-востоке Дмитровского уезда. Рясник относился к Волковскому сельскому обществу этой волости. После крестьянской реформы 1861 года деревня по-прежнему оставалась в составе Волковской волости. 
В 1866 году в бывшей казённой деревне Рясник было 47 дворов, проживало 328 человек (162 мужского пола и 166 женского). В 1894 году в деревне было 70 дворов, проживало 417 человек (206 мужчин и 211 женщин).
К началу XX века деревня числилась уже в составе Долбенкинской волости. В 1905 году в Ряснике проживало 452 человека (213 мужчин и 239 женщин). В то время в деревне действовала земская школа. В начале XX века в деревне находилось крупное имение помещика Мостового. До Октябрьской революции 1917 года население Рясника было приписано к приходу храма Рождества Пресвятой Богородицы соседнего села Волково.
В 1926 году в деревне было 78 хозяйств (в т.ч. 77 крестьянского типа), проживало 376 человек (167 мужского пола и 209 женского), действовал пункт ликвидации неграмотности. В то время Рясник входил в состав Трубиченского сельсовета Долбенкинской волости Дмитровского уезда. С 1928 года в составе Михайловского (ныне Железногорского) района. 
В ходе коллективизации в 1930 году в деревне был создан колхоз «Красный Самолёт». Его первым председателем была Матрёна Степановна Трусова. В 1937 году в Ряснике был 81 двор. К 1940-м годам деревня была передана в Волковский сельсовет. 
Во время Великой Отечественной войны, с октября 1941 года по февраль 1943 года, деревня находилась в зоне немецко-фашистской оккупации. В октябре 1942 года была сожжена немцами дотла, при этом были убиты десятки местных жителей. После освобождения деревня была отстроена заново. 
Председателем рясниковского колхоза «Красный Самолёт» в 1946—1950 годах был Щепаков. В 1950 году «Красный Самолёт» был укрупнён за счёт присоединения соседних колхозов и получил новое название — имени Мичурина. В 1965 году рясниковский колхоз имени Мичурина был присоединён в колхозу «Ленинский путь», центральная усадьба которого находилась в селе Волково.
В советское время в деревне действовала молочно-товарная ферма.

## Население
| 1866 | 1894 | 1905 | 1926 | 1979 | 2002 | 2010 |
| ---- | ---- | ---- | ---- | ---- | ---- | ---- |
| 328  | ↗417 | ↗452 | ↘376 | ↘55  | ↘25  | ↘9   |

## Памятники истории
В Ряснике находится братская могила 94 советских воинов, погибших в боях с немецкими войсками феврале 1943 года. Расположена в саду бывшей начальной школы. В 1952 году над могилой был установлен монумент.